# Antonio De Battistis

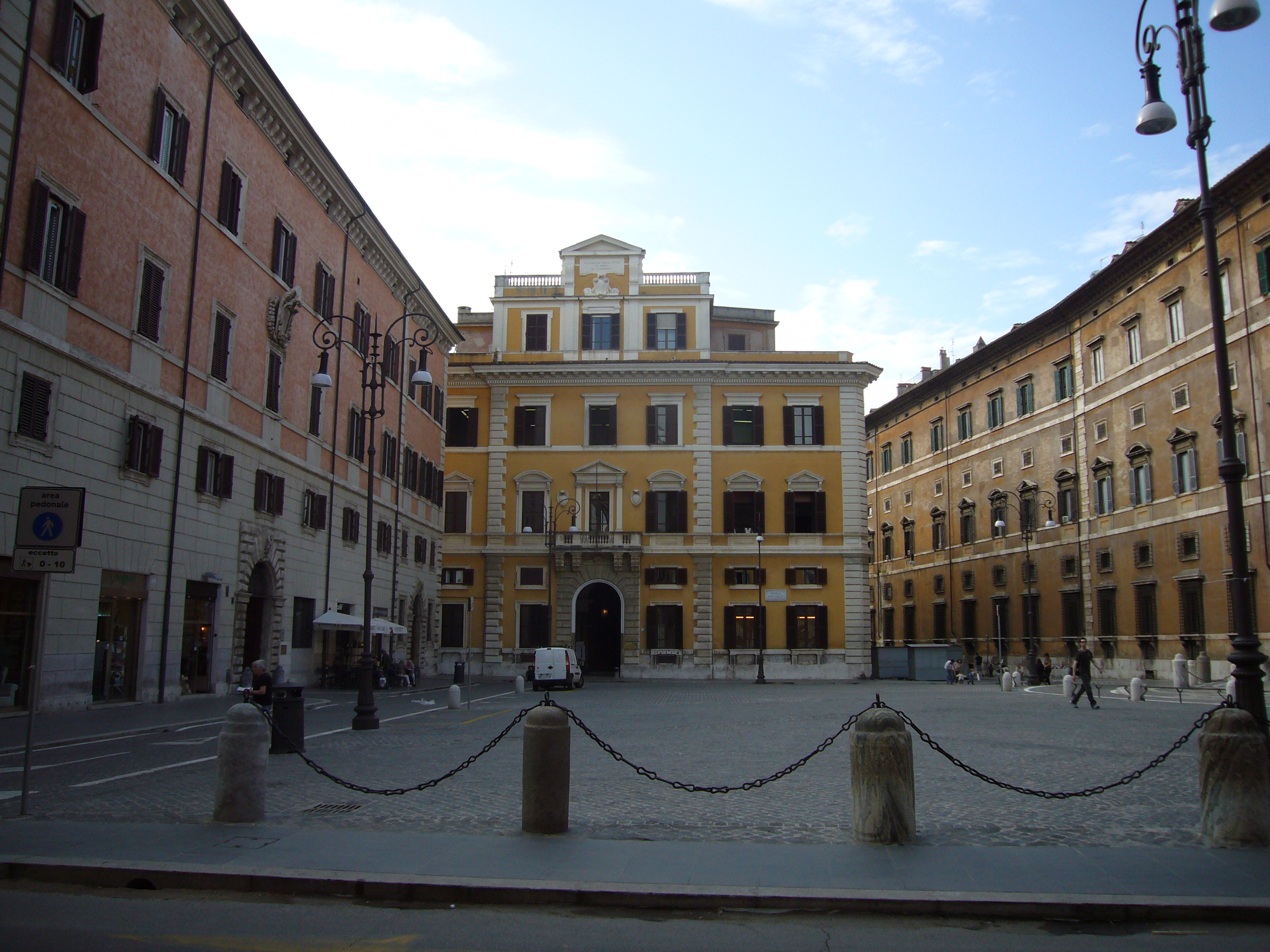
Piazza Borghese con, a sinistra, la facciata del palazzo "della Famiglia" realizzata da Antonio De Battistis dopo il 1621; di fronte, la sede della Facoltà di Architettura della Sapienza; a destra, palazzo Borghese.

Antonio De Battistis o De Battisti (... – XVII secolo) è stato un architetto italiano.

## Biografia
Architetto operante a Roma e dintorni nei primi decenni del Seicento, al servizio del cardinale Scipione Caffarelli-Borghese, cui fu probabilmente presentato dall'architetto Flaminio Ponzio con il quale aveva già lavorato frequentemente in precedenza. Fra il 1614 e il 1616 venne impiegato dal cardinale, con la denominazione di "misuratore", nella costruzione di Villa Mondragone a Monte Porzio Catone nell'ambito di uno scambio di proprietà fra gli Altemps e i Borghese.
Secondo l'attribuzione riportata su un'incisione di Giovanni Battista Falda (1643-1678), realizzò la facciata del palazzo Borghese detto "della Famiglia", localizzato in piazza Borghese a Roma di fronte al più noto palazzo Borghese. Qui il cardinale e il cugino Marcantonio II posero la propria abitazione nel 1621, proseguendo l'ampliamento già in atto e affidando al De Battistis e a Sergio Venturi la sistemazione dello spazio antistante verso via di Ripetta, dove poi il prelato si trasferirà.
Antonio De Battistis partecipò anche al progetto di Carlo Lambardo per il rinnovo secentesco di palazzo Costaguti, realizzando la facciata che prospetta sull'omonima piazza con due piani di finestre, a timpani decorati il primo, incorniciate il secondo (le porte-finestre del terzo sono una soprelevazione ottocentesca), e con i decori in bugnato come già nel palazzo Borghese "della Famiglia": a raggiera per il portale e il cantonale per tutta l'altezza dell'edificio.